# Spices Board (India)
De Spices Board is een onderdeel van het Ministerie van Handel en Industrie van de Indiase federale overheid, en reguleert en bevordert de teelt van specerijen in India. De Board is ontstaan in 1987 als een fusie van de Cardamom Board en de Spices Export Promotion Council. Het hoofdkantoor staat in Kochi in Kerala. Het werk van de Board is geregeld in de Spices Board Act 1986.

## Taken van de Board

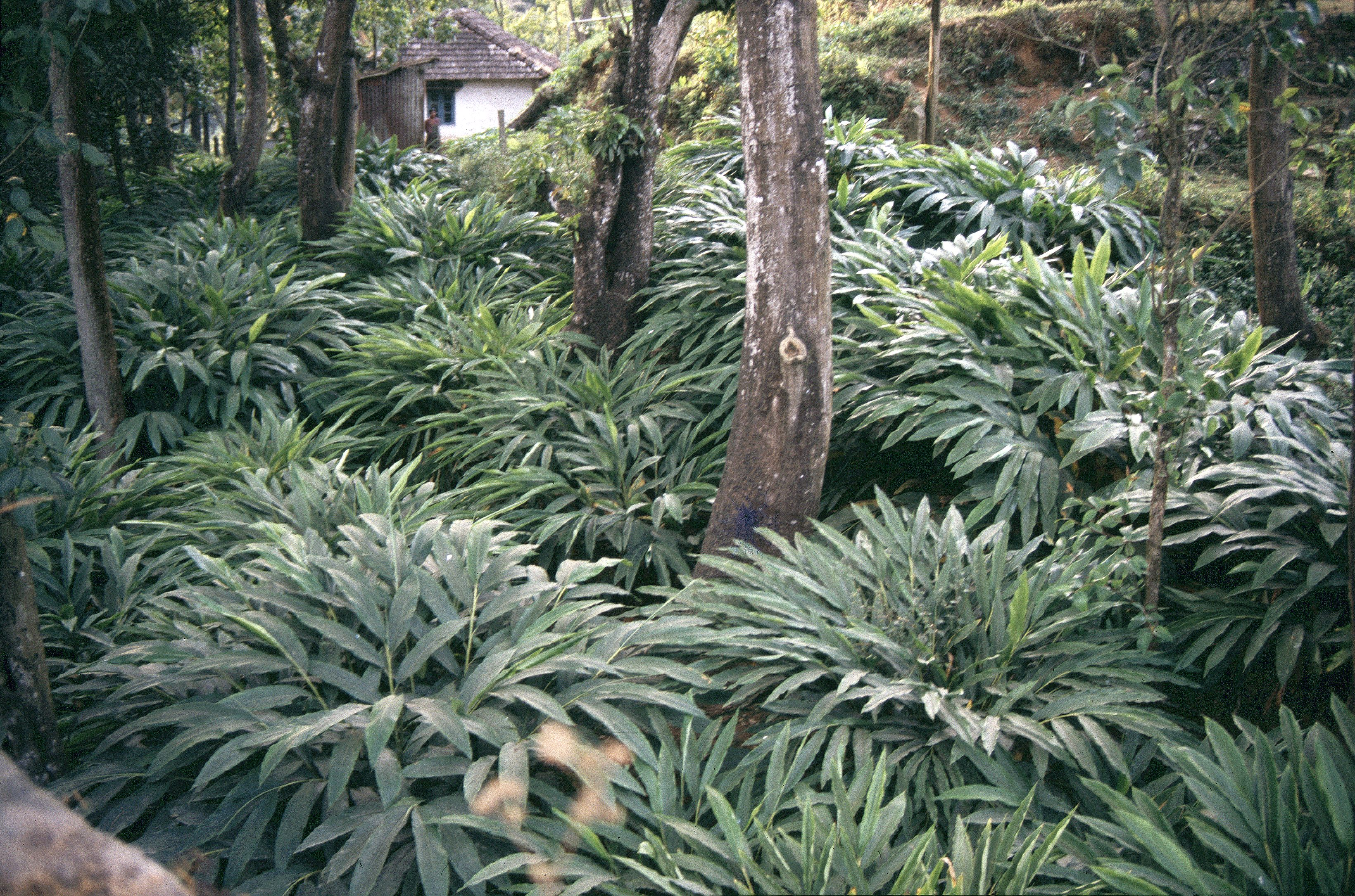
Kardemomplantage in Kerala

De taken van de Board zijn onder andere:
- Het promoten van de export van specerijen uit India, ook via educatie
- het bewaken van de kwaliteit van de specerijen die geëxporteerd worden
- het uitvoeren en ondersteunen van wetenschappelijk, technologisch en economisch onderzoek naar productie en verwerking van specerijen
- het ondersteunen van telers bij het gebruik van de resultaten wetenschappelijk onderzoek
- het bieden van maatschappelijke ondersteuning aan telers van specerijen
- het stimuleren van productie en export van ecologisch geteelde specerijen
- het registreren en voorzien van een licentie van de exporteurs
- het stimuleren van productie en export van ecologisch geteelde specerijen

Diensten verleend aan importeurs van specerijen uit India zijn onder andere:
- het leggen van contacten met exporteurs uit India
- het aanwijzen van geschikte leveranciers voor specifieke productvereisten van importeurs

## Gereguleerde specerijen
De Board reguleert in totaal 52 keukenspecerijen. Onder keukenspecerijen vallen in dit geval ook de keukenkruiden.
| no. | naam                    | Latijnse naam                              | familienaam     | gereguleerd deel              |
| --- | ----------------------- | ------------------------------------------ | --------------- | ----------------------------- |
| 1a  | kardemom (klein)        | Elettaria cardamomum Maton                 | Zingiberaceae   | vrucht en zaad                |
| 1b  | zwarte kardemom (groot) | Amomum subulatum Roxb.                     | Zingiberaceae   | vrucht en zaad                |
| 2   | peper                   | Piper nigrum L.                            | Piperaceae      | vrucht                        |
| 3a  | verschillende soorten   | Capsicum frutescens L.                     | Solanaceae      | vrucht                        |
| 3b  | verschillende soorten   | Capsicum annuum L.                         | Solanaceae      | vrucht                        |
| 4   | gember                  | Zingiber officinale Rosc.                  | Zingiberaceae   | wortelstok                    |
| 5   | kurkuma                 | Curcuma longa L.                           | Zingiberaceae   | wortelstok                    |
| 6   | koriander               | Coriandrum sativum L.                      | Apiaceae        | blad en vrucht                |
| 7   | komijn                  | Cuminum cyminum L.                         | Apiaceae        | vrucht                        |
| 8   | venkel                  | Foeniculum vulgare Mill.                   | Apiaceae        | vrucht                        |
| 9   | fenegriek               | Trigonella foenum-graecum L.               | Fabaceae        | zaden                         |
| 10  | selderij                | Apium graveolens L.                        | Apiaceae        | blad, vrucht en stengel       |
| 11  | anijs                   | Pimpinella anisum L.                       | Apiaceae        | vrucht                        |
| 12  | ajowan                  | Trachyspermum ammi L.                      | Apiaceae        | vrucht                        |
| 13  | karwij                  | Carum carvi L.                             | Apiaceae        | vrucht                        |
| 14  | dille                   | Anethum graveolens L.                      | Apiaceae        | vrucht                        |
| 15  | kaneel                  | Cinnamomum zeylanicum Breyn                | Lauraceae       | bast                          |
| 16  | kassie (zie kaneel)     | Cinnamomum cassia. Blume                   | Lauraceae       | bast                          |
| 17  | knoflook                | Allium sativum L.                          | Alliaceae       | wortelbol                     |
| 18  | kerrieboom              | Murraya koenigii (L) Sprengel              | Rutaceae        | blad                          |
| 19  | kokam                   | Garcinia indica Choisy                     | Clusiaceae      | vruchtschil                   |
| 20  | pepermunt               | Mentha piperita L.                         | Lamiaceae       | blad                          |
| 21  | Indiase mosterd         | Brassica juncea L.Czern                    | Brassicaceae    | zaden                         |
| 22  | peterselie              | Petroselinum crispum Mill.                 | Apiaceae        | blad                          |
| 23  | granaatappel            | Punica granatum L.                         | Punicaceae      | zaden                         |
| 24  | safraan                 | Crocus sativus L.                          | Iridaceae       | bloemstampers                 |
| 25  | vanille                 | Vanilla planifolia Andr.                   | Orchidaceae     | vrucht                        |
| 26  | tejpat                  | Cinnamomum tamala (Buch Ham) Nees & Eberum | Lauraceae       | bast en blad                  |
| 27  | lange peper             | Piper longum L.                            | Piperaceae      | vrucht                        |
| 28  | steranijs               | Illicium verum Hook.                       | Illiciaceae     | vrucht                        |
| 29  | kalmoes                 | Acorus calamus L.                          | Araceae         | wortelstok                    |
| 30  | laos                    | Alpinia galanga Willd.                     | Zingiberaceae   | wortelstok                    |
| 31  | mierik                  | Armoracia rusticana Gaertn.                | Brassicaceae    | wortel                        |
| 32  | kappertjes              | Capparis spinosa L.                        | Capparidaceae   | bloemknop                     |
| 33  | kruidnagel              | Syzygium aromaticum(L) Merr.& Perry        | Myrtaceae       | gesloten bloemknop            |
| 34  | hing                    | Ferula asafoetida L                        | Apiaceae        | olie uit wortelstok en wortel |
| 35  | Malabar tamarinde       | Garcinia cambogia (Gaertn).Desr            | Clusiaceae      | vruchtschil                   |
| 36  | hysop                   | Hyssopus officinalis L.                    | Lamiaceae       | blad                          |
| 37  | jeneverbes              | Juniperus communis L.                      | Cupressaceae    | bessen                        |
| 38  | laurier                 | Laurus nobilis L.                          | Lauraceae       | blad                          |
| 39  | lavas                   | Levisticum officinale Koth.                | Apiaceae        | blad en stengel               |
| 40  | marjoraan               | Marjorana hortensis Moench.                | Lamiaceae       | blad                          |
| 41  | nootmuskaat             | Myristica fragrans Houtt.                  | Myristicaceae   | zaadpit                       |
| 42  | foelie                  | Myristica fragrans Houtt.                  | Myristicaceae   | zaadmantel                    |
| 43  | basilicum               | Ocimum basilicum L.                        | Lamiaceae       | blad                          |
| 44  | maanzaad                | Papaver somniferum L.                      | Papaveraceae    | zaden                         |
| 45  | piment                  | Pimenta dioica (L) Merr.                   | Myrtaceae       | vrucht en blad                |
| 46  | rozemarijn              | Rosmarinus officinalis L.                  | Lamiaceae       | blad                          |
| 47  | salie                   | Salvia officinalis L.                      | Lamiaceae       | blad                          |
| 48  | bonenkruid              | Satureja hortensis L.                      | Lamiaceae       | blad                          |
| 49  | tijm                    | Thymus vulgaris L.                         | Lamiaceae       | blad                          |
| 50  | oregano                 | Origanum vulgare L.                        | Lamiaceae       | blad                          |
| 51  | dragon                  | Artemisia dracunculus L.                   | Asteraceae      | blad                          |
| 52  | tamarinde               | Tamarindus indica L.                       | Caesalpiniaceae | vrucht                        |

## Teelt en export van de specerijen
Vrijwel alle staten in India telen specerijen. Bijvoorbeeld kardemom wordt geteeld in de zuidelijke staten Kerala, Karnataka en Tamil Nadu. Zwarte kardemom (Amomum subulatum) daarentegen wordt geteeld in de noordelijke staten Sikkim en West-Bengalen. Komijn komt uit Rajasthan en Gujarat. De staten telen een beperkt aantal specerijen voor de export. Onderstaande tabellen laten productiehoeveelheden zien uit het fiscale jaar 2011-2012. De hoeveelheid land die wordt gebruikt voor de teelt is gegeven in hectare, de geproduceerde hoeveelheid in ton.
| kardemom   | [hectare] | [ton] |
| ---------- | --------- | ----- |
| Kerala     | 41600     | 11440 |
| Karnataka  | 25125     | 2415  |
| Tamil Nadu | 4560      | 1145  |

| zwarte kardemom | [hectare] | [ton] |
| --------------- | --------- | ----- |
| Sikkim          | 23155     | 3234  |
| West-Bengalen   | 3305      | 626   |

| komijn    | [hectare] | [ton]  |
| --------- | --------- | ------ |
| Gujarat   | 373900    | 283302 |
| Rajasthan | 467976    | 177835 |

De tabel hieronder laat de exporthoeveelheid zien voor een aantal specerijen voor het fiscale jaar 2011-2012. Hoeveelheden zijn gegeven in ton. Prijzen zijn gegeven in Roepies (Rs.), waarbij 'Rs lakh' staat voor 100.000 Roepies. De verschillende exportgroepen zijn gesorteerd op de behaalde prijs per kilo.
| specerij                | [ton]  | [Rs lakh] | [Rs per kg] |
| ----------------------- | ------ | --------- | ----------- |
| kardemom (klein)        | 4650   | 36322     | 781         |
| zwarte kardemom (groot) | 935    | 6830      | 730         |
| nootmuskaat en foelie   | 3620   | 24098     | 666         |
| peper                   | 26700  | 87813     | 329         |
| kerriepoeder            | 17000  | 25208     | 148         |
| komijn                  | 45500  | 64442     | 142         |
| gember                  | 21550  | 20420     | 95          |
| kurkuma                 | 79500  | 73434     | 92          |
| venkel                  | 8100   | 7209      | 89          |
| knoflook                | 2200   | 1416      | 64          |
| selderij                | 3650   | 2340      | 64          |
| koriander               | 28100  | 16402     | 58          |
| fenegriek               | 21800  | 7275      | 33          |
| Totaal                  | 575270 | 978342    | 170         |